# アバランチ (テレビドラマ)
『アバランチ』（英語: AVALANCHE）は、カンテレ制作・フジテレビ系列の「月曜夜10時枠の連続ドラマ」枠で、2021年10月18日から12月20日まで放送されたテレビドラマ。主演は綾野剛。
本作は同年10月改編に於いて、「火曜夜9時枠の連続ドラマ」が移動する形でバラエティ枠からドラマ枠に転換され、1996年3月以来となるカンテレ制作の月曜夜10時のテレビドラマ枠の復活第1弾として製作された作品でもある。
AVALANCHEとは英語で雪崩の意。

## あらすじ
捜査一課から地下室にある「特別犯罪対策企画室」に左遷させられた西城英輔は、配属早々に室長・山守美智代から何の説明もなしに、車で「とある場所」に向かわされる。 目的地にたどり着いた先で待っていたのは、常識外れのアウトロー集団・アバランチのメンバーだった。
元警視庁公安部外事三課の羽生誠一と山守を中心としたアバランチは、さまざまな悪事を行う者たちを標的とし、その正体を暴いてはインターネット上の動画チャンネルにアップロードして、世に悪事を晒していく。やがて、西城もアバランチの一員となり、彼らと行動を共にする。

## キャスト

### アバランチ
常識外れのアウトロー集団。
羽生誠一（はぶ せいいち）〈38〉
演 - 綾野剛
本作の主人公。元警視庁公安部外事第三課。1983年8月10日生まれ。
3年前のテロリスト討伐事案で、情報提供者の裏切りにより出動した同僚が殉職するなか生存する。失意のうちに警察を辞めて町工場で働いていたが、山守に声をかけられアバランチのメンバーとなる。
格闘技・CQCの達人、喫煙者（ヘビースモーカー）。
山守美智代（やまもり みちよ）
演 - 木村佳乃
警視庁特別犯罪対策企画室・室長。内閣情報調査室（内調）から左遷されたエリート。
冷静な判断力と不屈の意志を備えたアバランチのリーダー。
公安部の藤田の婚約者で、羽生とは彼の同僚として付き合いがあった。
西城英輔（さいじょう えいすけ）〈27〉
演 - 福士蒼汰
特別犯罪対策企画室へ左遷された捜査第一課の警察官。階級は巡査部長。
代議士が起こした轢き逃げ事件を捜査一課の上司が隠蔽しようとしていたことが許せず、殴ったことで左遷された。山守に帯同する成り行きからアバランチの一員になる。
父親は神奈川県警の刑事部長で捜査畑のエリート。
牧原大志（まきはら たいし）〈30〉
演 - 千葉雄大
ハッカー兼トレーダー。愛称は｢マッキー｣。
ハッキング技術を生かした情報収集や遠隔サポートに活躍する。
両親が幼いころに亡くなっており、姉の洋子が唯一の肉親だった。
打本鉄治（うちもと てつじ）
演 - 田中要次
元警視庁爆発物処理班。愛称は「ウチさん」。メンバー最年長。
おもちゃの修理などを行っているほか工作が得意。曲がったことが大嫌いな熱い男でアバランチに参加したのもそのためであった。
大山の仕掛けた爆弾テロに偽装した罠から市民を守るため、爆弾を抱えビルの屋上に移動して爆死する。
明石リナ（あかし リナ）
演 - 高橋メアリージュン
元自衛隊・特殊工作部隊「コヨーテ」所属レンジャー。
巨悪によって破滅させられた親友の復讐のためアバランチの一員となる。
命を軽く見る者に対しては容赦ない。

### 政界関係者
大山健吾（おおやま けんご）
演 - 渡部篤郎
内閣官房副長官。元警察庁警備局長。官僚のトップとして、政・財・官のすべてに影響力を持ち、総理大臣・郷原栄作を支える男。
山守に対し「優秀な人材を失った」と思い、内調に戻って来て欲しいと思っている。
正体は日本版CIA創設のため世論誘導をするのに、羽生たち公安部に犠牲が出ることを承知の上で自作自演のテロを引き起こした、この物語の黒幕。
桐島雄司（きりしま ゆうじ）
演 - 山中崇（第2話 - ）
内閣情報調査室のエース。
大山に指示され、アバランチについて調査を開始するが、その正体は秘密裏に内調に潜入していたアバランチのメンバーであった。
福本優美（ふくもと ゆみ）
演 - 堀田茜
大山の秘書。西城と大学時代の同窓生。
郷原栄作（ごうばら えいさく）
演 - 利重剛
内閣総理大臣。

### その他
藤田高志
演 - 駿河太郎
元警視庁公安部外事第三課の警部補。羽生の元同僚で山守の婚約者。
3年前のテロリスト討伐事案で殉職したかと思われたが、大火傷を負うも生存しており、大山の思想に共鳴して羽生と敵対する。
アルベルト・ガルシア
演 - フェルナンデス直行（第1話・第6話）
3年前の偽装テロ事件で羽生を裏切った日系ペルー人。
遠山亮
演 - 田島亮（第4話 - ）
毎朝ジャーナル記者。
アバランチの行動やその正体に興味を持ち、やがてアバランチの真の目的を知ることになり、彼らの協力者となる。
田所
演 - 山崎潤（第4話 - ）
毎朝ジャーナル編集長。遠山の上司。
大道寺剛太郎
演 - 品川徹（第4話 - ）
元内閣官房長官。
大山の野望の邪魔になる存在とみなされ、身に覚えのない汚職を告発され失脚のうえ、襲撃され車椅子の生活を送っている。
大山を危険視し、アバランチの活動を資金面なども含めて支えている。
戸倉和彦
演 - 手塚とおる（第5話 - ）
警視庁刑事部長。羽生が公安警察官だった時の公安部長であり、階級は警視長。
西城尚也
演 - 飯田基祐（第6話 - ）
英輔の父親。神奈川県警・刑事部長。
貝原隆史
演 - 木幡竜（第6話 - ）
秘密組織・極東リサーチの工作員。元陸上自衛隊・陸上総隊・特殊作戦群隊員。

### ゲスト

#### 第1話
風間道明〈48〉
演 - 安井順平
風間都市開発研究所所長。自然調和型の大規模都市開発プロジェクト「東京リバースプロジェクト2030」のリーダー。
2週間前に失踪するが、品川を拠点にする指定暴力団「宝彰会」の構成員によって誘拐されていた。
事務所に監禁されていたがアバランチによって救出され、警察の保護下で帰宅した。
六車泰次郎（むぐるま やすじろう）
演 - 板尾創路
都市開発企画会社「シックスランド・ホールディングス」代表。経済界の重鎮。
テレビ番組でもコメンテーターを務めるなどマルチに活動している。風間が失踪した後、2週間で新たな大規模都市開発プロジェクトを打ち出し、リーダーに就任した。
東京リバースプロジェクトの実行権を握るために和也に風間を誘拐するように指示を出した後にコンテナ船に乗せて海上で殺害する計画だったがアバランチによって暴露され、逮捕される。
六車和也
演 - 磯村勇斗
泰次郎の息子。人材派遣会社「シックス・ウィル」代表。
過去に女性への性的暴行や傷害事件で4回逮捕されているが、泰次郎の力で全て不起訴になっている。
泰次郎に指示され、指定暴力団「宝彰会」の構成員に風間を誘拐させた。泰次郎の逮捕後に失踪事件について自供を始める。

#### 第2話
夏川洋子〈享年38〉
演 - 中島亜梨沙
牧原大志の姉。
IMAA（独立行政法人国際相互援助機構）の東南アジア担当の責任者でカンボジアの学校建設に携わっていたが、ODAで支援金の30億が黒田の関連会社に流用されている不正に気付き、永井に証拠を渡す前に小森と宝彰会系フロント企業「鮫島興業」の構成員に拉致され、大仁田ビルの屋上から突き落とされて殺害された。
黒田正治（くろだ まさはる）
演 - 嶋田久作
外務副大臣。
動画内で「夏川とは一度も会えないまま亡くなってしまった」と発言していたが、彼女に自らと小森がカンボジアへの支援金の30億を横領した不正の事実を突き付けられ、小森に夏川の殺害を指示した。
囲む会で小森に自らの不正の事実をアバランチに暴露され、30億円収賄および殺人教唆の疑いで警察からの事情聴取を受ける。
永井慎吾
演 - 久保田悠来
夏川と死の直前まで電話でやり取りをしていたジャーナリスト。
夏川に協力しようとして何者かに狙われ、身を隠している。
アバランチと接触し、夏川の死の真実と不正の情報のバックアップが入っているPCの場所を話す。
ヤマさん
演 - 外波山文明
打本と仲が良いホームレス。
夏川洋子が拉致・殺害されるところを目撃する。
吉田和江
演 - 白石糸
永井慎吾の恋人。
永井が住んでいるマンションを訪れていたところを宅配便業者を装った2人の男に襲撃され、段ボール箱に詰められて拉致されようとしていたところを羽生と明石に救出され、アバランチに保護される。
小森有一
演 - 信太昌之
IMAAの理事長。
ODAでカンボジアの学校建設に使用される予算の30億を黒田の関連会社に振り込み、不正の事実に気付いた夏川の殺害を宝彰会系フロント企業「鮫島興業」に依頼した。
IMAAの事務所に残っていた夏川のPCを破壊するもアバランチに拘束され、カンボジアへの支援金である30億の横領と夏川の殺害が黒田の指示であることを暴露する。
その他（役名不詳）
演 - 北代高士、大隈厚志、下尾浩章、正木航平

#### 第3話
黄月蘭子
演 - 国生さゆり（第4話）
高級会員制サロン「悠源館」の経営者。
安住美沙
演 - 内田慈
芸能事務所MOON PRODUCTION社長。
田淵洋輔
演 - 矢柴俊博
民栄党議員。
女癖が悪く、何人もの暴行被害者を生み出していたが圧力によりもみ消し続けていた。
花音
演 - 吉谷彩子
リナの親友。
MOON PRODUCTIONに所属していたが、ある日薬物中毒になり自殺した。

#### 第4話
神崎龍臣
演 - 中丸新将
関東医師連合会長。
谷山浩紀
演 - 菅原卓磨
救急医。アマチュア格闘家。
上杉敬太
演 - 永倉大輔
クモ膜下出血の疑いで救急搬送されたが、治療が後回しにされて死亡。
上杉亜矢
演 - ついひじ杏奈（第9話）
敬太の娘。父親の治療が後回しにされたと訴える。
仙道雅美
演 - 阿南敦子
神崎聖南病院看護師長。

#### 第5話
和泉卓司
演 - 森下能幸（第6話）
河政工業の社長。
警察を辞めたあとに羽生を雇用する。
和泉あかり
演 - 北香那（第6話）
卓司の娘。羽生がアバランチに参加するきっかけを作った人物。
羽生が町工場を去ってからも連絡を取っており、「配信見ている」と羽生がアバランチの一員であることに気づいている。
羽生のピアスは彼女の手作り。
長谷川
演 - 金子昇
中町エンジニアリング社員。

#### 第7話
久米スミレ
演 - 仁村紗和（第8話・最終話）
極東リサーチ狙撃手。元警視庁刑事部・刑事総務課巡査部長。北京オリンピック・クレー射撃選手だった。
アナウンサー
演 - 波多江良一（第8話・第9話）
BNNニュース。

#### 第9話
打本さなえ
演 - 黒川智花
打本鉄治の娘。

#### 最終話
極東リサーチのメンバー
演 - 和田三四郎、鈴木大樹、本島靖大、寺井大介、岩田栄慶、松岡航平、東慶介、キノシタケイタ、熊倉功、白濱孝次、井上象策、鍜治洸太朗、島田勇矢、小山田織音（第6話～最終話）

## スタッフ
- 脚本 - 丸茂周、酒井雅秋、武井彩、掛須夏美、藤井道人、青島武、小寺和久
- 総合演出 - 藤井道人（第6話 - ）
- 監督 - 藤井道人、三宅喜重（カンテレ）、山口健人
- 音楽 - 堤裕介
- 主題歌 - UVERworld「AVALANCHE」(第1話 - 第5話)、「EN」(第6話 - )（ソニー・ミュージックレーベルズ）[13][14][15]
- 警察監修 - 石坂隆昌
- メディアリテラシー監修 - 三上洋
- ハッキング画面監修 - 中村浩也
- マスクデザイン - 森洸大（PERIMETRON）
- サウンドデザイン - 石井和之
- 特殊視覚効果 - 日本エフェクトセンター（泉谷修）
- 特殊メイク・造型 - 百武朋、並河学
- アクションコーディネート - 和田三四郎
- 羽生スタントダブル - 松岡航平
- プロデューサー - 安藤和久（カンテレ）、岡光寛子（カンテレ）、笠置高弘（トライストーン・ピクチャーズ）、濵弘大（トライストーン・ピクチャーズ）
- 制作 - カンテレ、トライストーン・ピクチャーズ

## 放送日程
| 話数                                                                        | Episode       | 放送日   | サブタイトル | ラテ欄                                                   | 脚本              | 監督     | 視聴率 |
| --------------------------------------------------------------------------- | ------------- | -------- | ------------ | -------------------------------------------------------- | ----------------- | -------- | ------ |
| 1                                                                           | Episode1      | 10月18日 | 雪崩         | 雪崩・今夜明かされる謎の集団の正体! あなたは目撃者になる | 丸茂周            | 藤井道人 | 10.3%  |
| 2                                                                           | Episode2      | 10月25日 | 正体         | 正体・不審死の謎! 大きな闇と闘う理由                     | 酒井雅秋          | 三宅喜重 | 09.3%  |
| 3                                                                           | Episode3      | 11月01日 | ヒーロー     | ヒーロー・謎の館と極秘ファイルを追え                     | 武井彩 掛須夏美   | 山口健人 | 08.9%  |
| 4                                                                           | Episode4      | 11月08日 | 仲間         | 仲間・理不尽な医療現場の闇を晒し出せ                     | 丸茂周 藤井道人   | 三宅喜重 | 08.3％ |
| 5                                                                           | Episode0      | 11月15日 | 夜明け       | 夜明け・アバランチ誕生秘話! 第一部完                     | 酒井雅秋 藤井道人 | 藤井道人 | 08.2％ |
| 6                                                                           | Episode5      | 11月22日 | 正義         | 正義・第二部始動! 壮絶な戦いが始まる                     | 青島武            | 山口健人 | 08.5％ |
| 7                                                                           | Episode6      | 11月29日 | 戦争         | 戦争・逆転に次ぐ逆転!! 攻防戦の行方は                    | 小寺和久          | 三宅喜重 | 07.7％ |
| 8                                                                           | Episode7      | 12月06日 | 真相         | 真相・テロの脅威!! 命がけの戦いに挑む                    | 小寺和久          | 山口健人 | 09.1％ |
| 9                                                                           | Episode8      | 12月13日 | 崩壊         | 崩壊・追い詰められたアバランチの運命                     | 小寺和久          | 三宅喜重 | 07.6％ |
| 10                                                                          | Episode Final | 12月20日 | 尊厳         | 尊厳・衝撃クライマックス! 雪崩の結末                     | 小寺和久          | 山口健人 | 08.2％ |
| 平均視聴率 8.6%（視聴率はビデオリサーチ調べ、関東地区・世帯・リアルタイム） |               |          |              |                                                          |                   |          |        |